# Mirbachir Gasimov
Pour les articles homonymes, voir Gasimov.
 (novembre 2021).
Mirbachir Gasimov (en azéri : Mirbəşir Fəttah oğlu Qasımov, né en 1879 dans le village Dachbulag de l’Azerbaïdjan du Sud et mort le 23 avril 1949 à Bakou) est un homme d'État, président du Présidium du Soviet suprême de la RSS d'Azerbaïdjan.

## Biographie
Mirbashir Gasimov  rejoint le mouvement révolutionnaire en 1898. En 1905, il travaille dans les champs pétrolifères de Balakhani, district de Bakou. M. Gasimov est l'un des principaux organisateurs du soulèvement contre le gouvernement Musavat en avril 1920. La même année il rencontre Lénine et a un entretien avec lui. De 1921 à 1935, il est vice-président du gouvernement d'Azerbaïdjan. De 1935 à 1937, il est nommé commissaire du peuple du Comité azerbaïdjanais de la sécurité sociale et, en 1938, il est élu président du Présidium du Soviet suprême de la RSS d'Azerbaïdjan. Après la mort de Mirbashir Gasimov en 1949, afin de perpétuer sa mémoire, le nom historique de la région Terter a été changé en Mirbashir.

## Décorations
- Ordre du Drapeau rouge du Travail (1943)
- Deux ordres de Lénine [4]